# Rāzām
Rāzām är en ort i Indien.   Den ligger i distriktet Srīkākulam och delstaten Andhra Pradesh, i den sydöstra delen av landet, 1 300 km sydost om huvudstaden New Delhi. Rāzām ligger 72 meter över havet och antalet invånare är 27 832.
Terrängen runt Rāzām är platt, och sluttar österut. Runt Rāzām är det tätbefolkat, med 511 invånare per kvadratkilometer. Närmaste större samhälle är Pālkonda, 19,9 km nordost om Rāzām. Omgivningarna runt Rāzām är en mosaik av jordbruksmark och naturlig växtlighet.